# El Kheiter
El Kheiter est une commune de la wilaya d'El Bayadh en Algérie.

## Géographie

### Situation
Le territoire de la commune d'El Kheiter se situe au nord-ouest de la wilaya d'El Bayadh.
|                                    | Sidi Ahmed (Wilaya de Saïda) | Maamora (Wilaya de Saïda) |
| Marhoum (Wilaya de Sidi Bel Abbès) | El Kheiter                   | Bougtoub                  |
| El Biodh (Wilaya de Naâma)         | Bougtoub                     |                           |

### Localités de la commune
La commune d'El Kheiter est composée de vingt localités : Amamriat, Attalah, Azzaoui, Bordj El May, Bouzidi, El Aouameur, El Kheiter, El Kouidra, El Mechamite, Falette, Messaïd, Mohammedi, Mosbah, Ouled Cheikh Ben Khelifa, Ouled Maala, Ouled Sidi Yougoub, Serdane, Sidi Khelifa, Souarit et Villages socialistes agricoles Sidi Khelifa et Addadi.